# Olivier Houette
 (décembre 2022).
Si vous disposez d'ouvrages ou d'articles de référence ou si vous connaissez des sites web de qualité traitant du thème abordé ici, merci de compléter l'article en donnant les références utiles à sa vérifiabilité et en les liant à la section « Notes et références ».
Olivier Houette  est un organiste et claveciniste français, né en 1980 à Paris

## Biographie
Nommé titulaire par concours à l’âge de 20 ans du grand orgue historique François-Henri Clicquot de la cathédrale Saint-Pierre de Poitiers, Olivier Houette a précédemment occupé les postes de titulaire des orgues de Saint-François-Xavier et de Notre-Dame des Blancs-Manteaux à Paris.
Formé au Conservatoire national supérieur de musique et de danse de Paris, il a suivi l’enseignement d’artistes de premier plan comme Olivier Latry, Michel Bouvard, Thierry Escaich, Éric Lebrun, Olivier Trachier ou encore Olivier Baumont. À 19 ans, il se voit décerner le prix d’orgue mention très bien à l’unanimité du jury, récompense qu’il complète avec les prix de clavecin, basse continue, polyphonie Renaissance, harmonie, contrepoint et fugue. Il obtient également une licence de musicologie à la Sorbonne.
Passionné par l’enseignement, il partage avec des élèves de tous horizons son art de l’interprétation musicale. Titulaire du Certificat d'Aptitude, il est professeur d’orgue, de basse continue et de musique de chambre au Conservatoire à Rayonnement Régional de Poitiers (CRR) et contribue à la formation des étudiants du Pôle Aliénor. Professeur dans divers stages et académies, il organise l’Académie Internationale d’Orgue de Poitiers. En 2011, le Conservatoire national supérieur de musique et de danse de Paris lui confie la formation des futurs professeurs d’orgue au sein du département de pédagogie.
Reconnu pour sa maîtrise des répertoires les plus divers, il aime à faire sonner des orgues d’esthétiques différentes. Invité par de nombreux festivals français et étrangers, il a notamment joué à la cathédrale Notre-Dame de Paris, à Saint-Louis-des-Français à Rome, au festival de musique ancienne de Lanvellec, au Festival International de piano de La Roque-d’Anthéron, à la Philharmonie de Varsovie, aux États-Unis, en Allemagne, en Suisse et en Espagne.
Auteur de plusieurs transcriptions, il s’attache à faire de ces pièces des œuvres d’orgue à part entière. Il a ainsi transcrit des œuvres de Purcell, Couperin, Lully ou Bartok. Il a également adapté des œuvres pour des formations instrumentales associant l’orgue à d’autres instruments (Schumann, César Franck, Jehan Alain).
Continuiste apprécié à l’orgue comme au clavecin, il collabore régulièrement avec des ensembles vocaux ou instrumentaux tels que le chœur de chambre Accentus, l’ensemble Insula Orchestra, La Simphonie du Marais ou l’Orchestre de chambre de Paris, pour lesquels il a participé à de nombreux enregistrements discographiques.

## Discographie
- Nicolas de Grigny : Livre d'Orgue (1699 - 2CD)  Grand orgue historique François-Henri Clicquot de la cathédrale de Poitiers - Triton (parution mai 2019)
- Marc-Antoine Charpentier : Messe de Minuit - Missa Assumpta est Maria
Âme Son - Grand Orgue de la cathédrale de Poitiers - Maîtrise de Notre-Dame de Versailles
- Claude Le Jeune : Propos exquis
Studio SM - Trio Viva Lux
- Les orgues de la Côte d'Or
Ligia - Auteurs et interprètes divers
- Le grand orgue de l'église Saint-Jacques de Perros-Guirec
En collaboration avec André Isoir, Vincent Dubois et Yves Hillion
- Jean-Baptiste Moreau : Athalie
La Simphonie du Marais - Hugo Reyne
- Jean-Baptiste Lully : Le Triomphe de l'Amour
La Simphonie du Marais - Hugo Reyne
- Jean-Baptiste Lully - Robert Cambert : Les Fêtes de l'amour et de Bacchus - Pomone
La Simphonie du Marais - Hugo Reyne
- Jean-Philippe Rameau : La Naissance d'Osiris
Musique à la Chabotterie - La Simphonie du Marais - Hugo Reyne
- Jean-Féry Rebel : Ulysse
Musique à la Chabotterie - La Simphonie du Marais - Hugo Reyne
- Jean-Baptiste Lully : Isis
Accord - La Simphonie du Marais - Hugo Reyne
- Jean-Baptiste Lully : Amadis
Accord - La Simphonie du Marais - Hugo Reyne
- Jean-Baptiste Lully : Musiques pour le mariage de Louis XIV
Accord - La Simphonie du Marais - Hugo Reyne
- Georg Friedrich Haendel : Concertos pour flûte
La Simphonie du Marais - Hugo Reyne